# Hangares (métro de Mexico)
Hangares est une station de la Ligne 5 du métro de Mexico, située à l'est de Mexico, dans la délégation Venustiano Carranza.

## La station
La station est ouverte en 1981.
Son nom vient des hangars de l'Aéroport international de Mexico non loin, bien que beaucoup aient été démolis pour la construction du terminal n°2. Le symbole représente la section transversale d'un hangar révélant la silhouette d'un biplan.